# Winters (Kalifornia)
Winters város az Amerikai Egyesült Államok Kalifornia államában, Yolo megyében. Lakosainak száma 7115 fő (2020. április 1.).

## Népesség
A település népességének változása:
| Lakosok száma | 6125 | 6624 | 7115 |
|               | 2000 | 2010 | 2020 |